# Rikke Louise Andersson
Rikke Louise Andersson (født 13. marts 1972 i København) er en dansk skuespillerinde.
Hun har gøglet og spillet teater, fra hun var ganske lille, bl.a. i børneteatertruppen Gawenda.
Som 12-årig blev hun headhuntet af Anette Pilmark til at medvirke i tv-serien Ludo.
Hun har også medvirket i serierne TAXA, Strisser på Samsø og Anna Pihl.
Rollen som luderen Joyce i Nattevagten indbragte hende Bodilprisen for bedste kvindelige birolle i 1995.

## Film

### Spillefilm
| År   | Titel                                             | Rolle                   | Noter                                     |
| ---- | ------------------------------------------------- | ----------------------- | ----------------------------------------- |
| 1994 | Nattevagten                                       | den prostituerede Joyce | Bodilprisen for bedste kvindelige birolle |
| 1995 | Kun en pige                                       | Irene                   |                                           |
| 1995 | Sidste time                                       | Inga                    |                                           |
| 1996 | Mørkeleg                                          | Aia                     |                                           |
| 1999 | Bleeder                                           | Louise                  |                                           |
| 2000 | Fruen på Hamre                                    | Grethe, Bentes søster   |                                           |
| 2004 | Den gode strømer                                  | 'savnet' journalist     |                                           |
| 2006 | Anja og Viktor - Brændende kærlighed              | receptionisten Liv      | birolle                                   |
| 2006 | Forestillingen om et ukompliceret liv med en mand | Susanne                 | kortfilm                                  |
| 2007 | Karlas Kabale                                     | pige i kiosk            | birolle                                   |
| 2007 | Hvid nat                                          | Karina Nielsen          |                                           |
| 2010 | Min bedste fjende                                 | Frans' lærerinde        |                                           |
| 2010 | Hævnen                                            | Lars' ægtefælle         |                                           |
| 2010 | Sandheden om mænd                                 | Lærke, 33 år            |                                           |
| 2011 | Skyskraber                                        | Vivi                    |                                           |
| 2012 | Den skaldede frisør                               | bryllupsgæst            | birolle                                   |
| 2014 | Klassefesten 2 - Begravelsen                      | speeddatingværtinde     | birolle                                   |
| 2015 | Mænd & Høns                                       | Sara                    |                                           |
| 2017 | Alle for tre                                      | Lonnie, Timos' ekskone  |                                           |
| 2018 | Så længe jeg lever                                | Johns mor               |                                           |
| 2019 | Ninna                                             | Judith                  |                                           |

### Serier
| År      | Titel             | Rolle            | Noter         |
| ------- | ----------------- | ---------------- | ------------- |
| 1985    | Ludo              | Rikke            |               |
| 1997-99 | TAXA              | Lulu             | afsnit 6 & 50 |
| 1997-98 | Strisser på Samsø | rockertøs        | afsnit 5      |
| 2006-08 | Anna Pihl         | Berit            | S1E3          |
| 2012    | Limbo             | som ask’s mor    |               |
| 2012-17 | Rita              | Hanne, Rosas mor | afsnit 1 & 3  |
| 2014-15 | Bankerot          | Hannah           |               |
| 2016    | Ditte & Louise 2  | Gry              | S2E2          |